# کاهان بالا
کاهان بالا، روستایی است از توابع بخش مشکان و در شهرستان خوشاب استان خراسان رضوی ایران.

## جمعیت
این روستا در دهستان یام قرار داشته و بر اساس سرشماری سال ۱۳۸۵ جمعیت آن ۲۶۰ نفر (۶۹ خانوار)
بوده‌است.
کاهان تنها روستای فارسی زبان و بسیار قدیمی دهستان یام به‌ شمار می‌آید. عبدالرضا کاهانی کارگردان مشهور متعلق به همین روستاست.